# حسن القید
حسن القید (عربی: حسن القيد؛ زادهٔ ۱۳ آوریل ۱۹۹۸) یک ورزشکار است.